# هارای‌تپه
هارای تپه مربوط به دوره اشکانیان - دوره ساسانیان است و در شهرستان ماهنشان، بخش مرکزی، دهستان قزل گچیلو، ۵۰۰ متری غرب روستای عشرت آباد واقع شده و این اثر در تاریخ ۱۵ دی ۱۳۸۷ با شمارهٔ ثبت ۲۴۰۶۵ به‌عنوان یکی از آثار ملی ایران به ثبت رسیده است.